# Refik Resmja
Refik Resmja (né le 1er janvier 1931 à Tirana en Albanie et mort le 6 septembre 1997 dans la même ville) est un footballeur albanais.
Il est le second meilleur buteur de l'histoire du football albanais en championnat après Vioresin Sinani. Resmja a en tout inscrit 59 buts en une saison en 1951 lors du championnat, le tout inscrit en 23 matchs.

## Biographie
Il commence sa carrière au SK Tirana et la termine au Partizan Tirana. Ensemble avec Panajot Pano, ils sont tous deux considérés comme des légendes de l'histoire du Partizan Tirana, bien qu'ils aient tous deux également évolués avec le SK Tirana.
Il tient le record du 2e plus grand nombre de buts en championnat d'Albanie. Resmja est également classé 5e dans le monde pour le nombre de buts inscrits en une saison. 

## Palmarès
- Meilleur buteur du championnat d'Albanie (1950, 1951, 1952, 1953, 1954, 1955, 1956, 1959)

- Vainqueur du championnat d'Albanie avec Partizan Tirana (1954, 1957, 1958, 1959, 1961, 1963, 1964)
- Vainqueur de la coupe d'Albanie avec le Partizan Tirana (1957, 1958, 1961, 1964)